# Petrogale penicillata
Il wallaby delle rocce dalla coda a spazzola (Petrogale penicillata Gray, 1827), noto anche come wallaby delle rocce dalle orecchie piccole, è una delle sedici specie di wallaby delle rocce del genere Petrogale. Vive sulle rocce e tra le rupi della Grande Catena Divisoria, da 100 km circa a nord-est di Brisbane al Victoria settentrionale, in habitat che spaziano dalla foresta pluviale alle foreste di sclerofille aride. Il numero di esemplari di questo wallaby si è ridotto notevolmente nelle regioni meridionali e occidentali dell'areale, ma rimane piuttosto alto nel Nuovo Galles del Sud settentrionale e nel Queensland meridionale.

## Introduzione in altri luoghi
Durante il periodo in cui imperversava il movimento di acclimatizzazione, alla fine dell'800, il governatore Grey introdusse questa ed altre quattro specie di wallaby (tra cui il raro wallaby parma) su alcune isole del Golfo di Hauraki, nei pressi di Auckland (Nuova Zelanda), dove proliferarono con successo. In tempi moderni, queste popolazioni sono state viste come specie esotiche nocive che hanno avuto un severo impatto su flora e fauna indigene. Proprio per questo è stato intrapreso un piano di eliminazione. I wallaby sono già stati eliminati dalle isole di Rangitoto e Motutapu, mentre su Kawau il progetto è tuttora in corso.
Nel 2003, alcuni wallaby delle rocce dalla coda a spazzola provenienti da Kawau sono stati trasferiti nel Parco di Conservazione di Waterfall, a nord di Sydney, nel Nuovo Galles del Sud, per portare avanti un progetto di riproduzione in cattività.
In seguito alla fuga di una coppia avvenuta negli anni '20, una piccola popolazione di questi animali è presente anche sull'isola di Oahu, alle Hawaii.

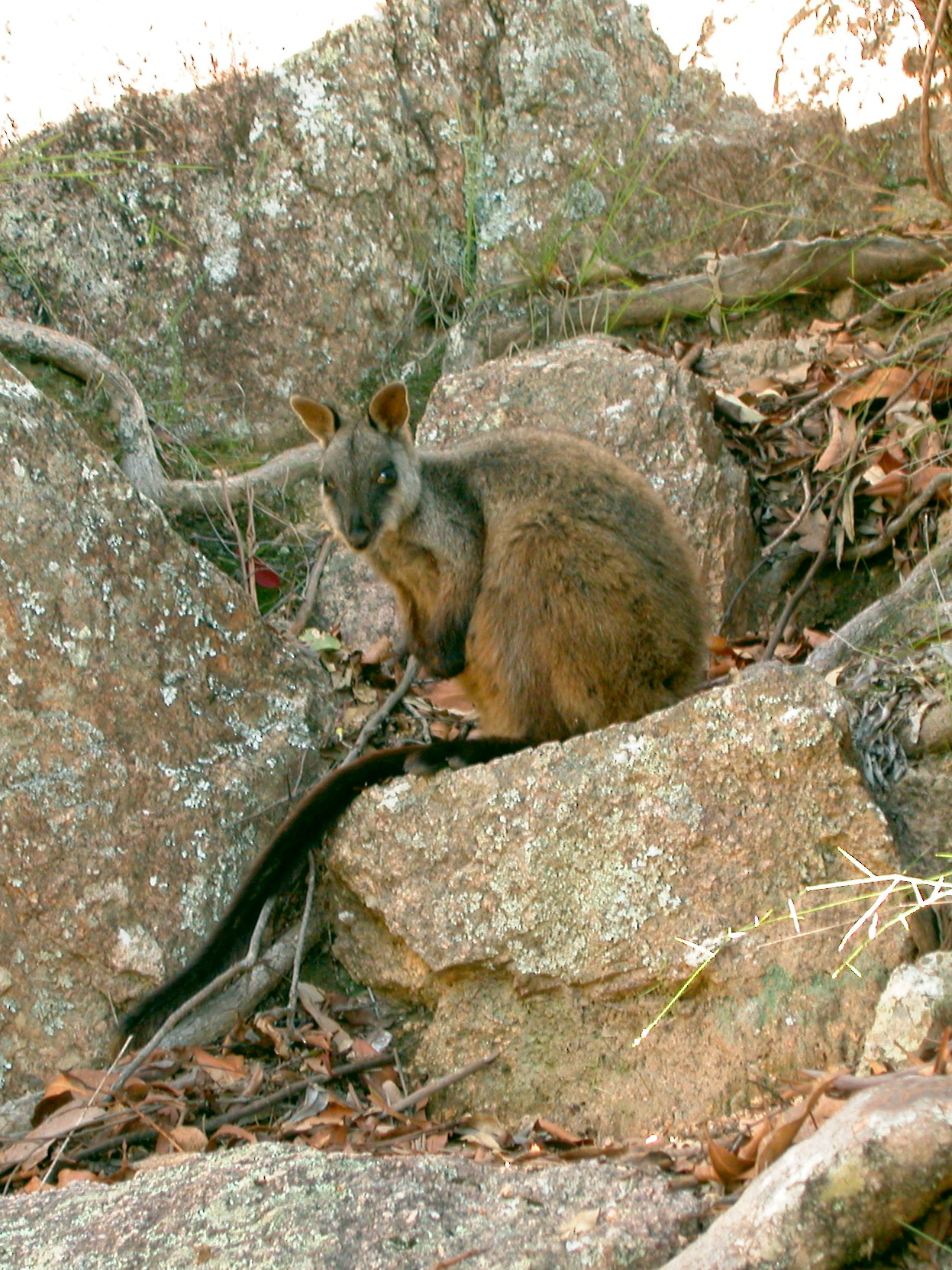